# Делта Гудрем
Делта Лија Гудрем (енгл. Delta Lea Goodrem; Мелбурн, 9. новембар 1984) аустралијска је певачица, кантауторка и глумица. Када је имала петнаест година потписала је уговор са издавачком кућом Сони мјузик Аустралија и објавила први студијски албум 2003. године под називом , који је постигао велики комерцијални успех и нашао се на листи најпродаванијих музичких албума Аустралије, а продат је у преко 4 милиона примерака.
Други студијски албум под називом Mistaken Identity, певачица је објавила 2004. године у периоду када је боловала од рака, а албум је доживео велики комерцијални успех у Аустралији. Године 2007. Гудремова је објавила трећи албум Delta и са њега се истакао сингл In This Life. Четврти студијски албум под називом  објављен је 2012. године, а пети Wings of the Wild, 2016. године и доживео је велики комерцијални успех, као и песма Wings која се нашла на албуму.
Гудремова је објавила велики број синглова који су постигли комерцијални успех и нашли се на музичким листама широм света. Укупно је продала издања у тиражу од 8 милиона, освојила 9 АРИА музичких награда, МТВ Видео музичку награду и друге. Била је судија музичког такмичења Глас Аустралије.

## Биографија
Рођена је 9. новембра 1984. године у Мелбурну од оца Дениса и мајке Лее. Има млађег брата Трента. Када је имала седам година појавила се у реклами за компанију Галуб и након тога почела да свира, одлази на часове певања, плеса и глуме. Након тога појавила се у огласима за још неколико компанија и имала мале улоге у епизодама аустралијских ТВ емисија, укључујући ситком Хеј тата...!. Док је боравила у Гленхавену, предграђу Мелбурна похађала је средњу школу Хил у Кентрусту, до своје 11 године.
Када је имала тринаест година, Гудремова је снимила демо албум са пет песама, који је финансирала новцем од појављивања на телевизији. У периоду од јуна 1999. до септембра 2000. године Гудремова је сарађивала са музичким продуцентом Полом Хигинском и Тревор Картером на тринаестој песми за албум Delta.
Године 2004. Гудремова је започела емотивну везу са аустралијским тенисером Марком Филипусисом, а пар се растао након девет месеци. Након кратке паузе са музиком, вратила се на сцену објављивањем сингла Out of the Blue, 11. октобра 2004. године, а песму је написала током њене борбе са раком. Касније 2004. године Гудремова је започела везу са бившим певачем бенда Westlife, Барајаном Мекфаденом са којим је сарађивала на дуету Almost Here. Били су верени, али су прекинули везу у априлу 2011. године. У мају 2011. године Гудремова се забављала са Ником Џонасом, америчким певачем и глумцем, а растали су се у фебруару 2012. године.
Гудремова ствара песме које су поп и поп рок жанра, а оне обухватају и савремене стилове, често праћене са клавиром. Позната је по свом сопранистичком гласу, који је описан као „кристалан”, „светлуцав” и „жесток”. Појавила се у неколико реклама, а подржала је производе као што су Несквик, Сансилк и Пепси. Објавила је модел доњег веша под називом Delta by Anabella, као и истоимени парфем 2017. године, а након тога и парфем под називом Dream 2018. године. Фигура од воска која представља Делту Гудрем направљена је у Сиднеју и изложена у априлу 2012. године.
Током маја 2005. године Гудремова је помогла у покретању веб-сајта Teen Info on Cancer у Великој Британији, чији је циљ информисање и подршке младима оболелим од рака. У новембру 2005. године добила је награду за труд у прикупљању финансијских средстава за медицинска истраживањима у Аустралији. Године 2007. помогла је истраживању о леукемији, а такође је чланица Удружења Уметника, глумаца и спортиста против вожње у алкохисаном стању. Дана 27. октобра 2017. године обрадила је песму With a Little Help from My Friends коју у оригиналу изводе Битлси, а новац од зараде донирала фондацији Friends4Youth.

## Музичка каријера

### 2001—2003
Када је имала петнаест година, Гудремова је потписала уговор са издавачком кућом Сони мјузик и почела да ради на поп и денс песмама, укључујући сингл I Don't Care који је био на шездесет и четвртом месту листе синглова у Аустралији у новембру 2001. године и није постигао комерцијални успех. Албум и њен предложени други сингл A Year Ago Today нису објављени, а Сони мјузик је омогућио Гудремовој да преиспита свој музички правац. Године 2002. године појавила се у серији Комшије у улози стидљиве певачице Нине Тракер, а ова улога јој је помогла да се афирмише. Након тога објавила је песму Born to Try, 11. новембра 2002. године у Аустралији и 10. марта 2003. године у Уједињеном Краљевству на компакт диск издању. Песма је била на првом месту АРИА музичких синглова и трећа на листи у Уједињеном Краљевству. Песми је додељен троструки платинумски сертификат у Аустралији. За улогу у серији Комшије добила је Логи награду за „Најпопуларнији млади таленат”, на додели Логи награда за 2003. годину. У јануару 2003. године њена песма Lost Without You била је на врху листе АРИА синглова и четвртом месту листе у Уједињеном Краљевству. Песми је додељен двоструки платинумски сертификат у Аустралији.
Први студијски албум под називом Innocent Eyes објавила је 24. марта 2003. године у Аустралији и 30. јуна 2003. године у Уједињеном Краљевству. На албуму се налази четрнаест песама, укључујући пет синглова, а оне су поп и поп рок жанра. Албум је дебитовао на првом месту АРИА листе албума, где је био 29 недеља заредом и био најпродаванији албум у Аустралији 2003. године, продат у 1,2 милиона примерака у тој држави и 4 милиона широм света.  био је на другом месту музичке листе у Уједињеном Краљевству. Албумски сингл Innocent Eyes био је на првом месту АРИА сингл листе, као и на листи у Уједињеном Краљевству, а додељен му је платинумски сертификат у Аустралији.
Дана 8. јула 2003. године, Гудремовој је дијагностикована хоџкинова болест. Била је проморана да одложи све обавезе док се лечила. У интервјуу за магазин The Australian Women's Weekly Гудремова је открила да је од 2002. године патила од оспипа главе, умора, губитка тежине, ноћног знојења, а и да је имала израслину на врату. Током лечења започела је и хомеотерапију, што је резултирало губитком косе. Обожаваоци широм света су јој пружали подршку, а она им се касније током музичке турнеје захвалила за сва писма и поруке подршке које је примила. Четврти сингл са албума Innocent Eyes под називом Not Me, Not I, објављен је 15. септембра 2003. године у Аустралији и 1. децембра исте године у Уједињеном Краљевству на компакт диск формату, након што је Гудремовој дијагностикован рак. Not Me, Not I постао је њен четврти узастопни сингл који је био на првом месту листе синглова у Аустралији. Синглу је додељен платинасти сертификат. Почетком августа 2003. године Гудремова је изјавила да неће обновити уговор са Глен Њитли, њена мајка Ли Гудрем је постала њен нови менаџер. Касније истог месеца, Гудремова је освојила седам АРИА награда, укључујући награду за „Најбољу музичарку”. Гудремова није била заинтересована да наступа након доделе награда, па је певач Дарен Хајес извео њену песму .
Први филм Гудремове који је изашао на DVD издању, био је најпродаванији музички DVD неког аустралијског уметника у историји и додељен му је једанаестоструки платинумски сертификат. Након тога Гудремова је објавила песму Predictable, само за Аустралијско тржиште и она се нашла на првом месту АРИА листе синглова и освојила дупли платинумски сертификат.

### 2004—2006
Након што је крајем децембра 2003. године објавила да је у ремисији, Гудремова је започела рад на свом другом студијском албуму. На додели Логи награда 2004. године добила је две номинације, укључујући и Логи номинацију за „Најпопуларнију личност на аустралијској телевизији”. У септембру 2004. године постала је заштитно лице компаније Пепси у Аустралији, а њен лик појављивао се на производу, билбордрима и ТВ рекламама. У октобру 2004. године покренула је сопствену модну линију доњег веша под називом .
Други студијски албум под називом  Гудремова је објавила 8. новембра 2004. године, а он је сниман у Лос Анђелесу, Лондону и у Аустралији. На албуму се налази петнаест нумера, а оне су пиано поп и поп рок жанра. Албум се након објављивања нашао на првом месту листе албума АРИА. Додељен му је петоструки платинумски сертификат, а у Аустралији је продат у преко 350.000 примерака. На листи најбољих педесет албума Аустралије Mistaken Identity провео је 45 недеља. Албум је такође био седми на листи на Новом Зеланду и двадесет и пети у Уједињеном Краљевству. Водећи албумски сингл под називом  објављен је 8. октобра 2004. године, а био је на првом месту АРИА листе синглова и девети на листи синлглова у Уједињеном Краљевству. Mistaken Identity добио је платинумски сертификат у Аустралији. Други албумски сингл под називом  објављен је само у Аустралији и дебитовао је на седмом месту, а додељен му је златни сертификат. Поп балада и дует са певачем Брајаном Мекфаденом, под називом  објављена је као трећи сингл и она се нашла на трећем месту листе синглова у Уједињеном Краљевству, као и на првом месту АРИА листе синглова и листе у Ирској, а додељен му је платинумски сертификат у Аустралији. Четврти албумски сингл под називом  објављен је само у Аустралији, а дебитовао је на тринаестом месту листе синглова. Последњи албумски сингл под називом  објављен је 17. октобра 2005. године за дигитално преузимање.
У марту 2005. године Гудремова је имала прву улогу на филму Hating Alison Ashley, базираном на дечијој новели Робина Клејна, у главној улози. Филм није доживео велики комерцијални успех и није утицао на њену каријеру, а неки критичари навели су да је Гудремова у филму била превише „роботизована”. У априлу 2005. године Гудремова се преселила у Њујорк како би започела каријеру у Сједињеним Државама и радила на новој везрији песме Lost Without You. Појавила се у последње две епизоде америчке ТВ серије Западна обала. Нова верзија песме Lost Without You била је умерено успешна и нашла се на осамнаестом месту Билбордове листе Adult Contemporary. Имала је у плану да за тржиште Сједињених Држава објави прва два албума, али то се ипак није догодило. Гудремова је у јулу 2005. године кренула на своју прву концертну турнеју по Аустралији. Цена улазнице за концерте била је 90 долара, а Гудремова је критикована због високе цене и то је довело до успоравања продаје карата. Након што су цене карата смањене на 60 долара, велики број концерата је распродат. Током турнеје укупно је купљено више од 80.000 карата. Концертни албум The Visualise Tour: Live in Concert објављен је у новембру 2005. године.
Дана 15. марта 2006. године Гудремова је отпевала нову песму под називом Together We Are One, на церемонији отварања Игра Комонвелта, 2006. године, пред преко 80.000 гледалаца, а извођење је на телевизији пратило 1,5 милијарди гледалаца. Песма је направљена специјално за овај догађај, а објављена је у Аустралији где је била на другом месту листе АРИА синглова. У јуну 2006. године Гудремова је потписала уговор са фирмом Модест, како би била промовисана широм света. У октобру 2006. године промовисала је песму  за јапанско тржиште и сингл Flawed, који је у Јапану био на првом месту листе преузимања песама. Такође је промовисала албум Mistaken Identity у Јапану и он је био на деветнаестом месту званичне листе албума у Јапану, која укључује и јапанске извођаче. У новембру 2006. године појавила се у музичкој емисији Икс фактор у Уједињеном Краљевству, где је извела песму .

### 2007—2010
Трећи студијски албум под називом Delta, Гудремова је објавила 20. октобра 2007. године, снимљен је у Лондону и Лос Анђелесу, а песме са њега су поп рок и денс рок жанра. Албум је дебитовао на првом месту листе АРИА албума и добио платинумски сертификат, а продат је у 23.000 примерака у Аустралији током прве недеље од објављивања. У децембру 2007. године албуму је додељен дупли платинасти сертификат, а током 2008. тродупли. На Новом Зеланду албум је био на дванаестом месту музичке листе. Дана 10. августа 2007. године Гудремова је боравила у Лос Анђелесу како би снимила музички спот за сингл In This Life који је уједно био и уводна тема за јапанску анимирану серију Deltora Quest. Спот је премијерно објављен 31. августа 2007. на аустралијској телевизији Sunrise.
Песма је званично објављена 15. септембра, а дебитовала је на првом месту листе синглова у Аустралији и постала осми сингл Гудремове који је био на првом месту листе у Аустралији. Други албумски сингл под називом  објављен је 10. децембра 2007. године и био је на другом месту АРИА листе синглова, а додељен му је златни сертификат. Трећи албумски сингл под називом  објављен је 29. марта 2008. године и био је на четрнаестом месту листе у Аусталији, а четврти сингл I Can't Break It to My Heart дебитовао је на тринаестом месту.
Године 2008. Гудремова је промовисала музику у Јапану и Сједињеним Државама. Објавила је песму  за јапанско тржиште 23. јануара 2007. године, а након тога и албум Delta, 20. фебруара, који је дебитовао на осмом месту листе јапанских албума и продат је у 5.000 примерака током прве недеље од објављивања. У Сједињеним Државама Гудремова је објавила песму In This Life 15. априла 2008. године, на америчким радио страницама пуштена је 9. априла исте године, а продата је 7.000 примерака до 24. јуна 2008. године. Албум  објављен је у Сједињеним Државама и Канади 15. јула 2008. године под окриљем издавачке куће Меркури рекордс. Албум је у Сједињеним Државама продат у преко 21.000 примерака. У јулу 2008. године Гудрмеова је најавила да ће имати националну турнеју у Аустралији под називом . Турнеја је трајала од 9. јануара до 4. фебруара 2009. године, имала је четрнаест наступа у осам градова. Концертни DVD турнеје објављен је 18. септембра 2009. године под називом Believe Again: Australian Tour 2009, а био је првом месту АРИА DVD издања и додељен му је златни сертификат због продаје у преко 7500 примерака. Након турнеје Гудремова је снимила дует са Оливијом Њутон-Џон под називом Right Here With You, а сву зараду од песме донирала је Њутоновој болници за лечење од рака у Мелбурну.
На додели АРИА награда за 2008. годину Гудремова је номиновала два пута, а освојила је награду за „Најпродаванији албум 2008. године”. На Светским музичким наградама 2008. године у Монаку, Гудремова је добила награду за музичара са највише проданих музичких записа у Аустралији. У марту 2010. године заједно са Гај Себастијаном изабрана је да гостује на документарно—концертном филму Michael Jackson's This Is It, за аустралијско тржиште. Гудремова и Себастијан извели су песму .

### 2011—2014
Дана 24. новембра 2011. године потврђено је учешће Гудремове у музичком програму Глас Аустралије, где је била судија. Нови сингл под називом  Гудремова је објавила 30. марта 2012. године. Песма је дебитовала на другом месту АРИА листе синглова и додељен јој је двоструки платинаста сертификат, а била је двадесет и трећа на листи синглова на Новом Зеланду, где јој је додељен златни сертификат. Други сингл са најављеног албума под називом  објављен је 10. августа 2012. године и био је на петнаестом месту АРИА листе синглова. Трећи сингл, Wish You Were Here објављен је 12. октобра 2012. године и био је седмом месту АРИА листе синглова, провео је 10 недеља на листи педесет најбољих песама, а додељен му је платинасти сертификат. Четврти студијски албум под називом  Гудремова је објавила 26. октобра 2012. године, а на њему се налази петнаест песама. Албум је дебитовао као други на музичкој листи АРИА и провео 10 недеља међу 50 најбољих албума. Додељен му је златни сертификат за продају у 35.000 примерака. Упоредо са објављивањем албума, Гудремова је започела музичку турнеју под називом An Evening with Delta: The Top of My World Shows, када је гостовала у великом броју емисија, почевши у Бризбејну 27. октобра, затим у две емисије у Сиднеју које су се приказивале 31. октобра и 2. новембра 2012. године, а након тога и у Мелбурну, 7. и 8. октобра 2012. године. Гудремова је гостовала на албуму Spirit of Christmas 2012 са песмом Blue Christmas. У новембру 2012. године снимила је божнићни ЕП под називом Christmas, а он је објављен 14. децембра 2012. године у Аустралији и на Новом Зеланду. Дана 1. фебруара 2013. године потврђено је да је Гудремова склопила уговор са америчким менаџером Ирвином Азофом. Сингл под називом Heart Hypnotic певачица је објавила 17. јуна 2013. године, а примеријерно га је извела у финалу емисије . У новембру 2013. године Гудремова је прославила 10 година од објављивања албума Innocent Eyes издањем албума Innocent Eyes: Ten Year Anniversary Acoustic Edition који је био на 22. месту АРИА листе албума. Дана 26. новембра 2013. објављено је да се Гудремова неће враћати да буде судија у новој сезони Глас Аустралије, а уместо тога учествовала је као судија у аустралијској дечјој верзији емисије . Гудремова је присуствовала 2014. године на 3. Акта наградама где је извела песму . У септембру 2014. године била је гост на музичкој турнеји Андреа Бочелија.

### 2015—данас
У јануару 2015. године у медијима је објављено да се Гудремова вратила да буде судије у Гласу Аустралије, у четвртој сезони емисије. Певачицин сингл Only Human објављен је 13. марта 2015. године поводом 30. година емитовања ТВ серије Комшије, којој се вратила и учествовала у три епизоде. Такође се појавила у документарном филму Neighbours 30th: The Stars Reunite који је приказан у Аустралији и Уједињеном Краљевству. Након појављивања у филму, придружила се турнеји Рики Мартина под називом One World Tour која је трајала током априла 2015. године. Дана 24. јула 2015. године објавила је песму Wings која је била трећи сингл њеног петог студијског албума под називом Wings of the Wild. Песма се нашла на првом месту АРИА листе и додељен јој је двоструки платинасти сертификат.
Поред промоције у Сједињеним Државама, песму Wings Гудремова је промовисала на Новом Зеланду и у Уједињеном Краљевству. У периоду од октобра 2015. до фебруара 2016. године Гудремова је учествовала у мјузиклу у улози Гизабеле, у аустралијској верзији представе Мачке, а представа је извођена у Сиднеју, Хобарту, Мелбурну и Бризбејну. Песма  објављена је 6. маја 2016. године као други сингл са албума Wings of the Wild. Сингл је био на трећем месту АРИА листе синглова и додељен му је платинасти сертификат. Песма Enough коју је Гудремова снимила у сарадњи са америчким репером Гизлеом објављена је као трећи сингл албума Wings of the Wild, 24. јуна 2016. године и била је на четридесет и шестом месту АРИА листе синглова. Албум  објављен је 1. јула 2016. године под окриљем издавачке куће Сони мјузик, а на албуму се налази тринаест песама. Песма  објављена је након албума са музичким спотом, током турнеје Гудремове на Новом Зеланду у септембру 2016. године. Током 2017. године Гудремова је гостовала у емисији House Husbands. Дана 15. фебруара 2015. године Гудремова је објавила сингл под називом , који је доступан на стриму и за дигитално преузимање на њеном веб-сајту од 16. фебруара 2018. године. Гудремова је била у улози Оливије Њутон-Џон у њеној биографској мини-серији под називом Olivia Newton-John: Hopelessly Devoted to You. Такође је учествовала на саундтрек албуму I Honestly Love You, који је снимљен за потребе серије, у мају 2018. године.

## Дискографија
- Innocent Eyes (2003)
- Mistaken Identity (2004)
- Delta (2007)
- Child of the Universe (2012)
- Wings of the Wild (2016)
- Only Santa Knows (2020)
- Bridge over Troubled Dreams (2021)